# Кальчиная
Кальчиная (італ. Calcinaia) — муніципалітет в Італії, у регіоні Тоскана,  провінція Піза.
Кальчиная розташована на відстані близько 260 км на північний захід від Рима, 55 км на захід від Флоренції, 18 км на схід від Пізи.
Населення — 12 285 осіб (2014).

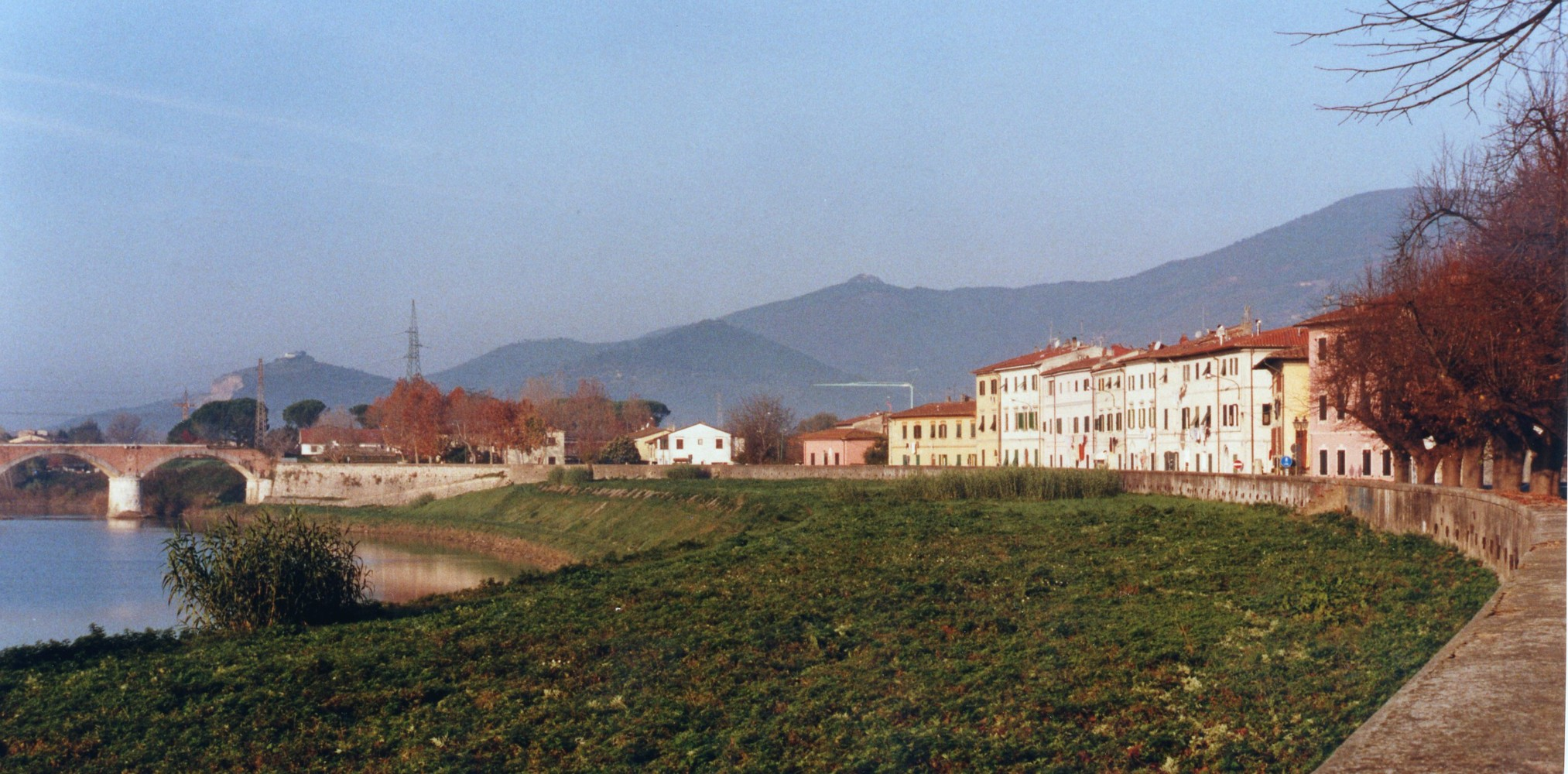

Щорічний фестиваль відбувається 29 травня. Покровитель — Santa Ubaldesca.

## Демографія
Населення за роками:

Станом на 1 січня 2023 року в муніципалітеті офіційно проживали 862 іноземці з 54 країн, серед них 257 громадян країн Євросоюзу та 29 громадян України.

## Сусідні муніципалітети
- Б'єнтіна
- Кашина
- Понтедера
- Санта-Марія-а-Монте
- Вікопізано